# Waterdunen (verdronken dorp)
Waterdunen is een voormalig dorp en eilandje dat tussen Wulpen en Koezand gelegen moet hebben, in de huidige Westerschelde. Daarnaast is het de naam van een natuur- en recreatiegebied in de Oud- en Jong-Breskenpolders gelegen in Zeeuws-Vlaanderen ten noorden van Groede.

## Verdronken eiland
Uit oude belastingarchieven blijkt dat het eiland redelijk bevolkt is geweest, aangezien het meer belasting betaalde dan steden als IJzendijke en Biervliet. Het zou ook stadsrechten hebben gehad, dit is echter niet geheel duidelijk. Uit andere geschriften blijkt dat het in 1357 in zee verdwenen is, maar later - na herdijking - toch weer opgebouwd. Toen werd er ook een parochie gesticht. Aan het eind van de vijftiende eeuw is het eilandje alsnog in zijn geheel door de zee verzwolgen.

## Trivia
Het eiland Waterdunen speelt een grote rol in het boek Het verraad van Waterdunen (2006) door Rob Ruggenberg.